# Campo de Yeltes

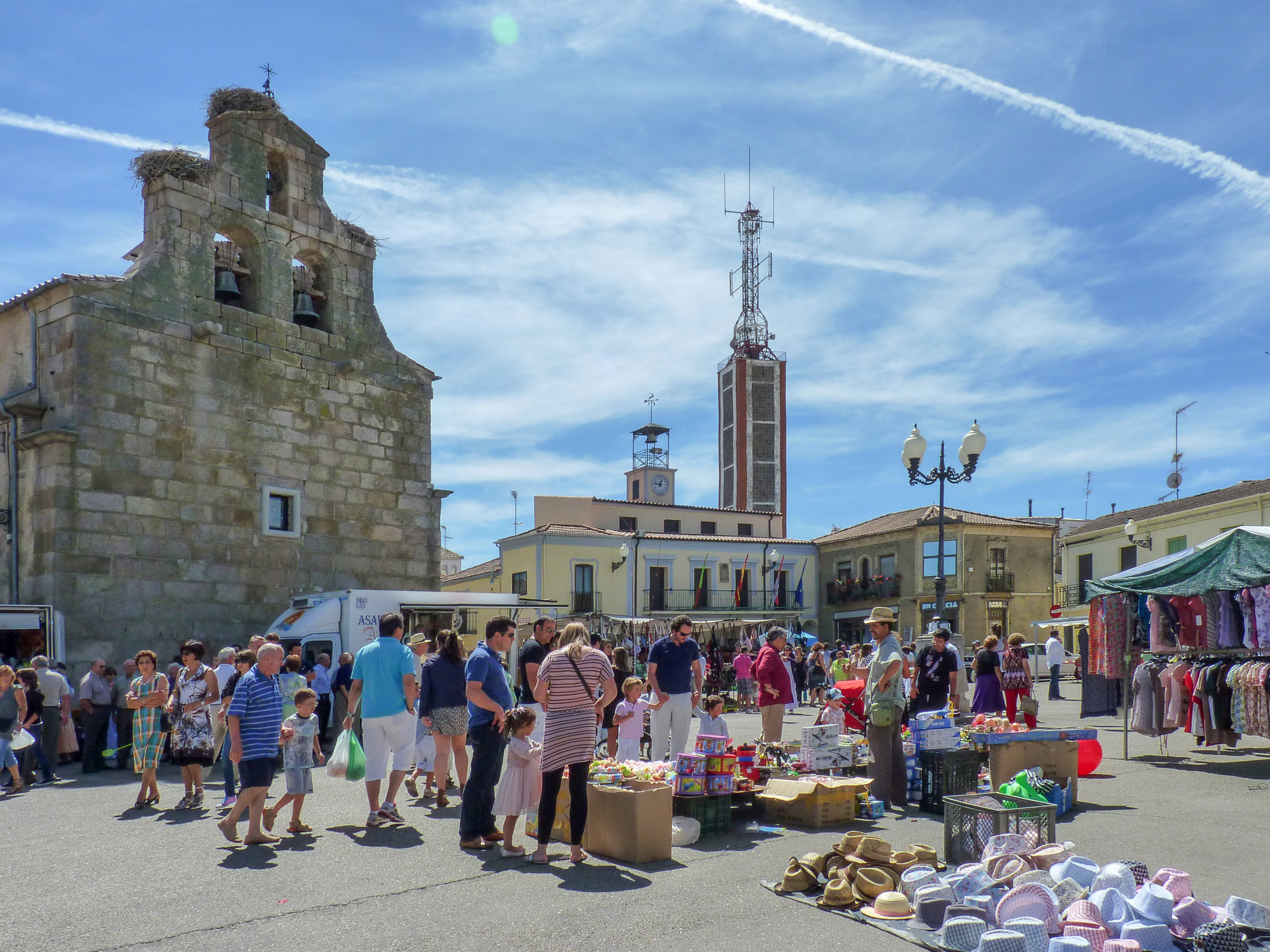
Feira em La Fuente de San Esteban.

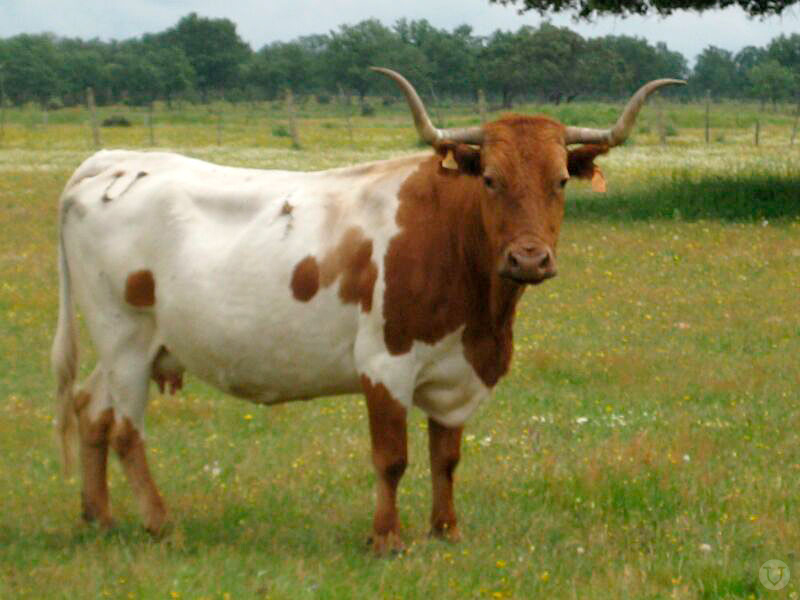
Vaca no montado.

O Campo de Yeltes é uma subcomarca da comarca de Cidade Rodrigo, na província de Salamanca, Castela e Leão, Espanha. Os seus limites não se correspondem com uma divisão administrativa, mas com uma demarcação sobretudo histórico-tradicional, mas também geográfica.

## Geografia

### Demarcação
Compreende 15 concelhos: Abusejo, Alba de Yeltes, Aldehuela de Yeltes, Boada, Cabrillas, Castraz, Dios le Guarde, La Fuente de San Esteban, Martín de Yeltes, Morasverdes, Puebla de Yeltes, Retortillo, Sancti-Spíritus, Sepulcro-Hilario e Tenebrón.